# Promethium(III)-fluorid
Promethium(III)-fluorid ist eine chemische Verbindung bestehend aus den Elementen Promethium und Fluor. Es besitzt die Formel PmF3 und gehört zur Stoffklasse der Fluoride.

## Darstellung
Promethium(III)-fluorid ist in Wasser schwerlöslich; man erhält es aus einer salpetersauren Pm3+-Lösung durch Zugabe von HF-Lösung, der Niederschlag besitzt eine blassrosa Farbe.
{\displaystyle \mathrm {Pm^{3+}\ _{(aq)}+\ 3\ F^{-}\ _{(aq)}\longrightarrow \ PmF_{3}\ _{(s)}\downarrow } }

## Eigenschaften
Kristallines wasserfreies Promethium(III)-fluorid ist ein violettrosafarbenes Salz mit einem Schmelzpunkt von 1338 °C. Es kristallisiert im hexagonalen Kristallsystem (LaF3-Typ) mit den Gitterparametern a = 697 pm und c = 719 pm sowie einer berechneten Dichte von 6,72 g·cm−3.
Wird PmF3·x H2O erhitzt, dann entsteht Promethium(III)-oxifluorid (PmOF), das violettrosa gefärbt ist.
1963 konnte Fritz Weigel erstmals metallisches Promethium durch Erhitzen von Promethium(III)-fluorid mit Lithium im Tantal-Tiegel herstellen.
{\displaystyle \mathrm {PmF_{3}\ +\ 3\ Li\ \longrightarrow \ Pm\ +\ 3\ LiF} }

## Sicherheitshinweise
Einstufungen nach der CLP-Verordnung liegen nicht vor, weil diese nur die chemische Gefährlichkeit umfassen und eine völlig untergeordnete Rolle gegenüber den auf der Radioaktivität beruhenden Gefahren spielen. Auch Letzteres gilt nur, wenn es sich um eine dafür relevante Stoffmenge handelt.